# Voglajna
Voglajna – wieś w Słowenii, w gminie Šentjur. W 2018 roku liczyła 38 mieszkańców.